# کروتندورف، گایسفلد
کروتندورف (به آلمانی: Krottendorf-Gaisfeld) یک منطقهٔ مسکونی در اتریش است که در ویتسبرگ واقع شده‌است. کروتندورف ۱۷٫۰۱ کیلومتر مربع مساحت دارد.